# Black Gold Online
Black Gold Online — бесплатная многопользовательская ролевая онлайн-игра (MMORPG), в жанре стимпанк, разработанная китайской компанией Snail Games. Впервые игра была анонсирована в Корее на G-Star 2011, под названием Black Gold/Чёрное золото, выход игры был назначен на конец 2012 года. Но из-за технических и юридических сложностей работа над игрой затянулась, и в фазу бета-тестирования Black Gold Online вошла только к 2014 году. В настоящее время игра издается на трех языках: китайском — студией Snail Games, английском (на территории США), — дочерней студией Snail Game USA и русском — компанией Nikita Online. Фаза ОБТ началась в США 21 июня 2014, в России — 26 ноября 2014.
В России игра на стадии ОБТ была закрыта 28 августа 2016 года в связи с отсутствием поддержки и внимания разработчиков.

## Геймплей
Black Gold Online представляет собой MMORPG с элементами шутера от первого и третьего лица. В основе игры лежит конфликт магической и стимпанк-цивилизаций. Полностью отказаться от привычной ММО системы заклинаний разработчики не смогли, и представители парового королевства Айзенхорст способны использовать магию, так что ярче всего различия проявляются в системе персонального транспорта. Так у Айзенхорста функцию средств передвижения выполняют различного рода машины: автомобили, шагоходы, боевые роботы и истребители, а у представителей Эрландира ту же роль играют специально обученные звери. В игре доступны практически все виды транспортных средств: наземные колесные, шагающие, а также летающие и водные. Некоторые виды транспорта доступны для использования в любое время, другие игрок сможет получить только на полях боя.
Классы и управление: Всего в игре представлено 8 основных классов, представитель каждого из которых может с развитием персонажа выбрать одну из трех доступных специализаций. Некоторые из классов привязаны к определённой фракции, другие доступны обеим. Также на игру определёнными классами действуют расовые и гендерные ограничения. Распределение боевых ролей в игре стандартное: танк-лекарь-боец (ближнего и дальнего боя). При этом игра поддерживает систему частичного non-target (некоторые умения требуют выделения цели курсором).
- PvE

Задания Как уже упоминалось выше, единой сюжетной линии в игре нет. Доступные игроку задания делятся на основные и дополнительные, а также динамические события и миссии.
- Динамические события. Помимо основной и побочной линии заданий, в игре существуют так называемые динамические события, которые происходят вне зависимости от того, участвует в них игрок или нет. Некоторые события привязаны к локации и времени, другие можно запустить, выполнив определённые действия. События делятся на индивидуальные и командные, а награду игроки получают не только за победу, но и за участие в событиях.
- Миссии — представляют собой сюжетное приключение, сочетающее в себе как PvE, так и PvP- компоненты. Миссии открываются по достижении определённого уровня и делятся на групповые и индивидуальные. Выполнение миссий приносит игрокам особые награды.
- Подземелья Помимо заданий, выполняемых в открытом мире, в игре предусмотрены два типа подземелий: обычные подземелья, рассчитанные на группу игроков (проходятся в обычном и режиме повышенной сложности), и испытания — индивидуальные сценарии, также проходящие на выделенном сервере. Для подземелий существует система автоматического подбора игроков (максимум 5). Используя её, вы будете включены в состав группы и перенесены в подземелье автоматически. Группу для прохождения подземелья можно собрать самостоятельно, при этом количество игроков может быть и меньше пяти, но до самого подземелья придется добираться своим ходом. Перенос игрока в испытание осуществляется автоматически при выборе испытания в соответствующей вкладке.

Гильдии — создать гильдию в игре можно с 15 ур, а вступить в чужую с 1 уровня. По мере развития гильдии, руководство сможет повышать её уровень единства и открывать доступ к новым гильдейским бонусам. Также для членов гильдий предусмотрены особые задания в подземельях (награду за них получают не только игроки, но и их гильдия) и специальный PvP-режим.
Главы гильдий могут заключать союзы и враждовать друг с другом. Количество союзников и противников ограничено тремя гильдиями. При этом враждовать можно с гильдиями своей фракции, но вот заключать союзы с противоположной фракцией — нельзя.
Активность Разработчики поощряют игроков за время, проведенное в игре. У каждого игрока существует так называемый счетчик активности, который пополняется при выполнении различных действий: участия в PvP, завершения заданий, прохождения определённых подземелий и т. д. Накопив нужную сумму очков активности игрок получает наградной контейнер, содержащую различные вещи и Чёрное золото. Помимо этого, за каждый час, проведенный в игре, игрок получает особые контейнеры (сферы времени), также содержащие награду.
Экономическая система — всего в игре предусмотрены три вида валюты:
- - Чёрное золото: тратится на улучшение, прокачку и отдельные виды предметов, а также на развитие гильдии. Добывается в игре или покупается за реальные деньги.
  - Золотые монеты: основной игровой ресурс, служат для внутриигровых покупок и расчетов между игроками. Добываются с монстров или покупаются за реальные деньги.
  - Ваучеры: используются для покупок во внутригровом магазине и оплаты VIP-статуса, покупаются только за реальные деньги.

VIP-статус
В игре можно приобрести VIP-статус «Рыцарь Монтеля», обладатели которого получают дополнительный опыт, добычу и внутриигровые очки за любую активность, а также другие особые подарки. Данный статус является временным и приобрести его можно только за реальные деньги.
- PvP

Основной упор в Black Gold Online сделан на PvP. В игре доступно несколько обособленных PvP-режимов, не считая открытого PvP, оно же PK. В некоторых из режимов действует sidekick-система, подгоняющая уровни, способности и снаряжение игроков под общие требования. Доступные игроку PvP-режимы делятся на арены, поля боя и битвы за энергоколодцы.
Арены — выделенные поля боя, на которых игроки сражаются друг против друга 1 на 1 или в составе команды. Подбор соперников происходит автоматически по уровню рейтинга арены, за каждую победу или поражение персонаж получает или соответственно теряет очки рейтинга. Арены делятся на обычные и арены мощи.
- Обычная арена — доступна с 15 уровня, действует по системе Sidekick, при входе на арену уровень персонажа поднимается до максимального, становятся доступны все умения и выдается стандартный комплект доспехов арены. Сражаться на обычной арене можно как против представителей чужой, так и своей фракции.
- Арена мощи — доступна с 40 уровня (максимальный уровень в игре на данный момент). В бою на арене мощи персонаж не изменяется, сохраняя все выученные умения и экипировку.

Поля боя
Режим командного PvP, проходящего в специально выделенных локациях. Подбор команды на поле боя происходит автоматически в зависимости от фракции персонажа. В игре существует несколько полей боя, с разными условиями победы. Игроки могут встать в очередь на определённое поле боя или выбрать случайное, в последнем случае, за победу они получат дополнительную награду.
Битва за энергоколодцы — PvP для гильдий. На мировой карте существуют особые участки — энергоколодцы. Любая гильдия может подать заявку на захват энергоколодца и вступить в бой за обладание им. Контроль над энергоколодцем важен для развития гильдии и дает её членам доступ к различным бонусам.
Мировое (открытое) PvP — режим убийства игроков. Активируется вручную. Доступно убийство игроков собственной фракции, но за каждое убийство своего игроку присваиваются очки отрицательной кармы (награда за голову) в зависимости от размера награды за голову на вас накладываются различные ограничения: от запрета на участие в определённых событиях до помещения в тюрьму. Если не продолжать убийства игроков, то со временем награда за голову опускается обратно до нуля. Также её можно обнулить вручную, купив особый предмет у торговца.

## Сюжет
Действие игры разворачивается на континенте Монтель, разделенном Громовым Хребтом на паровую (Айзенхорст) и магическую (Эрландир) империи. Из-за фундаментальных разногласий отношения между двумя державами изначально были напряженные, а после того как айзенхорстская экспедиции обнаружила на территории Эрландира залежи чёрного золота — ценного источника энергии для айзенхорстской техники, — дело дошло до вооруженного конфликта… Black Gold Online представляет собой одну из многих так называемых «бессюжетных ММО» нового поколения, где общая сюжетная линия отсутствует, а все получаемые персонажем задания направлены на повышение уровня и освоение навыков и не связаны общим сюжетом.

## Интересный факт
В 2011 году, вскоре после анонса игры было объявлено, что одновременно с разработкой будут вестись работы по созданию полнометражного фильма о столкновении царства магии Эрландир с механико-техническим королевством Айзенхорст. Написание сценария было поручено Дэвиду Эллиоту, известному по фильмам Кровь за кровь и Наблюдатель, а натурные съемки планировалось провести в китайском городе Сучжоу. Однако позднее от идеи экранизации отказались.